# 川井章弘
川井 章弘（かわい あきひろ）は、日本の日本語学者。恵泉女学園大学人文学部日本語日本文化学科准教授。

## 学歴
- 青山学院大学大学院文学研究科日本文学・日本語専攻博士後期課程単位取得満期退学

## 共著書
- 情報と表現　日本語の表現と技法（共著）双文社出版